# Purdue Exponent
Die Purdue Exponent ist eine der sehr wenigen Studentenzeitungen in den USA, deren Betrieb von der Hochschule unabhängig ist. Sie ist an der Purdue University in West Lafayette, Indiana, beheimatet, und zählt sieben Vollzeit-Angestellte und rund 80 studentische Mitarbeiter.
Während Studentenzeitungen üblicherweise der Universität selbst gehören oder mit einem Journalismus-Institut verknüpft sind, ist die Exponent unabhängig und residiert seit dem Jahr 1989, als erste amerikanische Studentenzeitung überhaupt, in einem eigenen Gebäude. Sie ist auch eine der zwei US-amerikanischen Zeitungen dieser Art, welche über eine eigene Druckerei verfügen.
Die Unabhängigkeit wurde 1968 in die Wege geleitet, als die Universität den Chefredaktoren, William R. Smoot, entfernte, nachdem die Zeitung den Präsidenten der Universität, Frederick L. Hovde (1908–1983), heftig kritisierte. Eine Untersuchungskommission kam zum Schluss, dass die Entlassung gerechtfertigt war, jedoch Verfahrensregeln verletzte. Daraufhin durfte Smoot in der Redaktion verbleiben. Die Kommission empfahl jedoch auch, dass die Zeitung in eine unabhängige Non-Profit-Organisation umgewandelt werden sollte.
Zu den ehemaligen Mitarbeitern gehören Ken Armstrong (Pulitzer-Preisträger 2010, 2012, 2015 und 2016), der frühere Landwirtschaftsminister Earl Butz, der Filmemacher Bob Peterson, der Cartoonist Mark O’Hare und die New-York-Times-Bürochefin und Pulitzer-Preisträgerin Ginger Thompson.